# Wiersze
Wiersze – wieś położona w Puszczy Kampinoskiej, w województwie mazowieckim, w powiecie nowodworskim, w gminie Czosnów.
Na terenie wsi znajduje się Cmentarz w Wierszach z grobami żołnierzy Armii Krajowej.
Wieś królewska w dzierżawie Kampinos w  ziemi sochaczewskiej województwa rawskiego w 1792 roku. W latach 1975–1998 miejscowość administracyjnie należała do województwa warszawskiego.
Wieś jest siedzibą parafii Niepokalanego Serca Najświętszej Maryi Panny należącej do dekanatu kampinoskiego archidiecezji warszawskiej.